# Simonida Selimović
Simonida Selimović (geboren am 6. Februar 1979 in Serbien) ist eine österreichische Schauspielerin, Regisseurin, Rapperin und Roma-Aktivistin. Sie gründete Anfang der 2010er Jahre gemeinsam mit ihrer Schwester Sandra Selimović den feministischen Romatheaterverein Romano Svato und das Rapper-Duo Mindj Panther.

## Leben und Werk
Aufgrund der kriegerischen Auseinandersetzungen im früheren Jugoslawien emigrierte ihre Familie Anfang der 1990er Jahre nach Österreich. Simonida und ihre zwei Jahre jüngere Schwester Sandra sprechen daher Romanes, Serbisch und Deutsch sowie gutes Englisch. Beide hatten bereits in frühen Jahren einen Hang zu Musik und Schauspielerei. Simonida Selimović wurde 1994 für die Kinderserie Operation Dunarea verpflichtet. Später arbeitete sie als Croupière in einem Spielcasino und als Model. Dazwischen zog sie allein zwei Kinder groß. Früh schon kam sie als Romni in Berührung mit Rassismus und Sexismus, und es waren diese Erfahrungen, die sie politisierten. Sie suchte den Weg von Selbstbekenntnis und Selbstermächtigung, beschloss – gemeinsam mit ihrer Schwester – „das eigene Schicksal in die Hand zu nehmen“. 2011 war sie Mitgründerin des Vereins Romano Svato und ungefähr zur selben Zeit präsentierten sich die Schwestern als Rapperinnen, feministisch, antikapitalistisch und antirassistisch. Die beiden bildeten das Duo Mindj Panther, Roma Armee Fraktion. Der Name leitet sich von dem Romani Wort Mindj her, welches ein vulgärer Ausdruck für Vagina ist und kombiniert diesen mit einem Panther, der an die Black Panther Bewegung erinnern und so die Assoziation einer Rebellion evozieren soll. Einer ihrer Refrains lautete: „nieder mit der habgier! nieder mit der habgier!“
Es folgten Engagements als Schauspielerin. Nina Kusturica verpflichtete sie für ihren ersten abendfüllenden Spielfilm, Ciao Chérie. Im September 2014 spielte sie am Schauspiel Essen in Die Odyssee oder „Lustig ist das Zigeunerleben“, inszeniert von Volker Lösch. Der Theaterabend befasste sich mit der Ausgrenzung der Roma und Sinti. Am 9. November 2014 traten die Schwestern Selimović im Wiener Volkstheater in der (Ge)denksoirée „Ich bin Zeuge!“ auf, einer von Veronika Barnas und Susanne Scholl inszenierten Veranstaltung mit Berichten, Filmbeiträgen und Performances. In der Wiener Theaterszene arbeitete sie häufig mit der Regisseurin und Aktivistin Tina Leisch zusammen. Die erste große Produktion von Romano Svato war das Stück Heroes mit dem Untertitel Drei Frauen, viele Verhöre. Erzählt wurde die Geschichte dreier Frauen, die vor brutaler, männlicher Machtausübung geflohen waren und deren Wege sich nun in einer Schubhaftzelle in Österreich kreuzten. Der Text stammte von Marianne Strauhs, Regie führte ihre Schwester. Die drei Frauen – eine aus Syrien, eine aus dem Iran, die dritte aus dem Kosovo – hatten aus unterschiedlichsten Gründen ihre Heimat verlassen und wurden alle notgedrungen zu Einzelkämpferinnen, die einander im Stück nichts schenkten, sich dann aber doch verbünden konnten, gegen den Machismo ihrer Ursprungskulturen, aber auch gegen die brutale Fremdenfeindlichkeit der österreichischen Politik und Behörden. Das Stück wurde im Februar 2015 im Werk X am Wiener Petersplatz uraufgeführt. Die Spielzeit 2017–18 führte die Schauspielerin nach Berlin: Im Heimathafen Neukölln spielte sie in Ziganiada, inszeniert von France Damian, am Gorki Theater entstand die Produktion „Roma Armee“, eine Gemeinschaftsproduktion der beiden Schwestern mit der Autorin und Regisseurin Yael Ronen.

„Die von der Regisseurin gemeinsam mit dem Ensemble aus Roma und Romnija aus Österreich, Serbien, Deutschland, dem Kosovo, Schweden oder Rumänien erarbeitete Stückentwicklung „Roma Armee“ ist nicht mehr und nicht weniger als ein kraftvoller Selbstermächtigungsabend; eine große zweistündige Diversitätsparty – mit allem, was dazugehört“

Am Gorki in Berlin war die Schauspielerin auch in zwei weiteren Produktionen zu sehen: Das Grundgesetz von Marta Górnicka und So Kheren Amenca?! Für immer Urlaub!, einem Projekt ihrer Schwester mit jungen Schauspielern aus der Roma-und-Sinti-Community, welches von 2017 bis 2019 an der Studiobühne des Gorki gezeigt wurde. 2020 war sie wiederum in Wien, im Werk X, zu sehen: Blutiger Sommer von Alireza Daryanavard und Geleemann, die Zukunft zwischen meinen Fingern von Amir Gudarzi hießen die Stücke, in denen sie spielte. Am 15. Juni 2021 gab es dort die Online-Filmpremiere von Bibi Sara Kali, einem Stück von Ibrahim Amir und Simonida Selimović, im kostenlosen Stream zu sehen bis 17. Juni 2021, Mitternacht. Die Schwestern Selimović waren an der ersten Roma Biennale 2018 im Berliner Gorki beteiligt und sie zeichnen mitverantwortlich für die 2nd Roma Biennale, die folgende zentrale Gedenktage beinhaltet:
- 16. Mai 2021: Widerstandstag der Sinti* und Roma*
- 20. Juni 2021: Welttag der Migranten
- 2. August 2021: Internationaler Tag des Gedenkens an den Porajmos
- 24. Oktober 2021: Jahrestag der Einweihung des Denkmals für die ermordeten Sinti* und Roma* Europas

Die Biennale endete am 8. April 2022 mit einer Veranstaltung am Denkmal für die im Nationalsozialismus ermordeten Sinti und Roma Europas in Berlin, die überging in eine Parade zur Senatsverwaltung für Umwelt, Verkehr und Klimaschutz am Köllnischen Park. Das Projekt stand unter dem Titel Romaday  #Selbstbekenntnis.

## Film und Fernsehen (Auswahl)
- 2014: Ciao Chérie, R: Nina Kusturica
- 2016: SOKO Kitzbühel, Folge 193: Amour fou
- 2018: Zerschlag mein Herz
- 2023: Schnell ermittelt, Folge 65: Sabine Strobl
- 2023: Helen Dorn, Folge 18: Der kleine Bruder
- 2024: Finsteres Herz – Die Toten von Marnow 2 (Fernsehserie)